# Вестергеллерзен
Вестергеллерзен (нім. Westergellersen) — громада в Німеччині, розташована в землі Нижня Саксонія. Входить до складу району Люнебург. Складова частина об'єднання громад Геллерзен.
Площа — 20,38 км2. Населення становить 2277 ос. (станом на 31 грудня 2021).

## Галерея

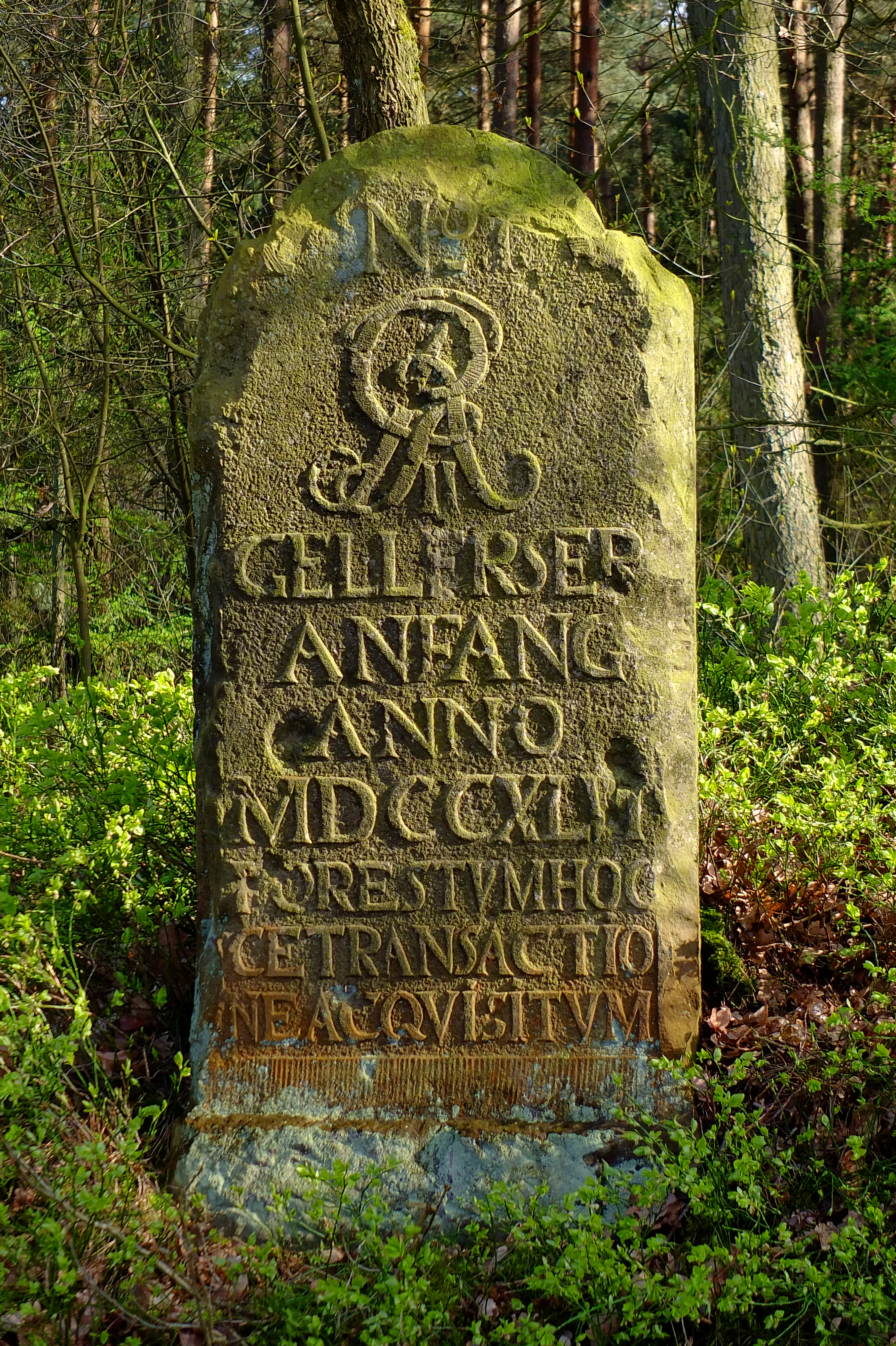